# Lino Červar
Lino Červar (Delići kod Vrsara, Hrvatska, 22. rujna 1950.), hrvatski rukometni trener i bivši izbornik hrvatske rukometne reprezentacije. 
S Linom Červarom na čelu hrvatska reprezentacija je, koja je bila posljednja na Europskom prvenstvu 2002., za nepune dvije godine postala svjetskim prvakom i olimpijskim pobjednikom.

## Životopis
Lino Červar rođen je u siromašnoj i pobožnoj katoličkoj obitelji u Delićima kod Vrsara i kao dječak ministrirao je u lokalnoj crkvi. Godine 1971. diplomirao je na Pedagoškoj akademiji u Puli te stekao zvanje nastavnika hrvatskoga jezika. 
Bio je zastupnik stranke HDZ u petom sazivu Hrvatskog sabora (2003. – 2008.).

## Trenerska karijera
Trenersku rukometnu karijeru počeo je u Rukometnom klubu Triko iz Novigrada 1974. godine. Godine 1980. trenirao je Istraturist iz Umaga s kojim se iz pete lige tijekom pet sezona plasirao u prvu Saveznu ligu Jugoslavije. 
Od 1991. godine radio je kao trener u Klagenfurtu, Austrija. Od 1994. do 2000. godine bio je trener, odnosno izbornik talijanske rukometne reprezentacije i direktor svih talijanskih rukometnih selekcija. Godine 1998. u Italiji objavljuje knjigu Moje viđenje rukometa.
Od 2000. godine bio je trener Badel 1862 Zagreb, a 2002. godine je imenovan izbornikom hrvatske rukometne reprezentacije, s kojom je usporedno vodio i talijanski Papilon Conversano. Od 2004. godine je ponovno u RK Zagreb, a 29. srpnja 2010. godine odlučio se povući s mjesta hrvatskog izbornika. Nedugo nakon toga postao je trener RK Metalurg iz Skoplja, kojega je uspješno vodio u prvenstvu Makedonije, regionalnoj SEHA ligi i u rukometnoj Ligi prvaka.
U travnju 2017. godine vratio se na klupu hrvatske reprezentacije s kojom je osvojio 5. mjesto na Europskom prvenstvu 2018. godine te izborio Svjetsko prvenstvo 2019. godine. 
U lipnju 2018. godine imenovan je nasljednikom Zlatka Saračevića na mjestu trenera PPD Zagreba.
S hrvatskom seniorskom reprezentacijom osvojio je zlato na Mediteranskim igrama u Tarragoni 2018. U siječnju 2020., Hrvatska osvaja srebrnu medalju na Europskom prvenstvu u Švedskoj, Austriji i Norveškoj. 
S klupe hrvatske rukometne reprezentacije otišao je po drugi put nakon SP-a 2021. u Egiptu na kojemu je Hrvatska ostvarila jedan od najlošijih rezultata na velikim natjecanjima.

## Trenerski uspjesi
- 1991. Imenovan je članom stručnog stožera na prvoj službenoj utakmici s Japanom
- 1997. Pobjeda na kvalifikacijama za Svjetsko prvenstvo u Japanu s Rukometnom reprezentacijom Italije i prvi nastup Italije na SP
- 1997. osvaja drugo mjesto s talijanskom reprezentacijom na  Mediteranskim igrama
- 1998. Prvo sudjelovanje Italije na europskom prvenstvu
- 2001. Prvak Hrvatske s RK Badel 1862. Zagreb
- 2003. Prvak s hrvatskom reprezentacijom na svjetskom prvenstvu
- 2003. Osvajač talijanskog kupa s RK Papilon Conversano
- 2003. Prvak Italije s RK Papilon Conversano
- 2004. Četvrto mjesto s hrvatskom reprezentacijom na Europskom prvenstvu
- 2004., 2005., 2006., 2007., 2008. i 2009. Prvak Hrvatske i osvajač kupa s RK Zagrebom
- 2004. Olimpijski pobjednik s hrvatskom reprezentacijom
- 2005. Srebrno odličje na SP-u održanom u Tunisu.
- 2006. Četvrto mjesto na EP-u održanom u Švicarskoj.
- 2007. Peto mjesto na SP-u održanom u Njemačkoj, uz jedan jedini poraz u četvrtzavršnici i devet pobjeda.
- 2008. Srebrna medalja na  europskom prvenstvu u Norveškoj s hrvatskom reprezentacijom
- 2008. Četvrto mjesto na  Olimpijskim igrama s hrvatskom reprezentacijom
- 2009. Srebrna medalja na  Svjetskom prvenstvu u Hrvatskoj s hrvatskom reprezentacijom
- 2010. Srebrna medalja na  europskom prvenstvu u Austriji s hrvatskom reprezentacijom
- 2011. Prvak Makedonije i osvajač Kupa Makedonije s Metalurgom.
- 2012. Prvak Makedonije i povijesni plasman s Metalurgom u 1/16 finala EHF-ove Lige prvaka.
- 2013. Osvajač Kupa Makedonije s Metalurgom i povijesni plasman u četvrtfinale EHF-ove Lige prvaka.
- 2014. S Metalurgom ponovio povijesni uspjeh plasmanom u četvrtfinale EHF-ove Lige prvaka. Na putu do četvrtfinala ostvarili su legendarne pobjede protiv Barcelone, Paris St. Germaina i Koldinga. Iste je godine ostvario šesti naslov prvaka Makedonije s Metalurgom.
- 2018. Zlatna medalja na Mediteranskim igrama u Tarragoni s hrvatskom reprezentacijom.
- 2020. Srebrna medalja na europskom prvenstvu u Austriji, Norveškoj i Švedskoj s hrvatskom reprezentacijom.

## Nagrade i priznanja
- Dvostruki je dobitnik Državne nagrade za šport "Franjo Bučar", 2003. godine osobne, te kao član reprezentacije 2004. godine.
- Nositelj Reda kneza Branimira s ogrlicom[5] – 2004.
- Nagrada za životno djelo grada Umaga[6] – 2020.